# Gary Robertson
Gary David Robertson (født 12. april 1950 i Oamaru, New Zealand) er en newzealandsk tidligere roer og olympisk guldvinder.
Robertson vandt en guldmedalje ved OL 1972 i München, som del af den newzealandske otter, der desuden bestod af Tony Hurt, Dick Joyce, Wybo Veldman, Lindsay Wilson, Joe Earl, Trevor Coker, John Hunter og styrmand Simon Dickie. Newzealænderne sikrede sig guldmedaljen foran USA og Østtyskland, der fik henholdsvis sølv og bronze i en konkurrence, hvor der deltog i alt 15 lande. Det var hans eneste OL.
Robertson vandt desuden en VM-bronzemedalje i otter ved VM 1970 i Canada.

## OL-medaljer
- 1972:  Guld i otter